# Jadwisin (Warszawa)
Jadwisin – osiedle w warszawskiej dzielnicy Włochy.
Osiedle mieszkaniowe na terenie Jadwisina wybudowano na początku lat 60. XX wieku. Nosiło wówczas nazwę "Okęcie-Pola". Autorem projektu osiedla była Barbara Brukalska. Nazwę Jadwisin nadała później rada osiedla, mimo że nie ma ona żadnego umocowania w historii obszaru. Osiedle bywa mylone z drugą inwestycją Warszawskiej Spółdzielni Mieszkaniowej, "Okęcie" autorstwa Jana Zdanowicza i Jerzego Baumillera, zrealizowaną w l. 1958-63 pomiędzy ul. Hynka i 17 Stycznia.

## Położenie
Jadwisin znajduje się w północnej części dzielnicy, w obrębie obszaru MSI Okęcie. Według podziału przyjętego przez radę dzielnicy Jadwisin leży pomiędzy dwoma jednostkami tego obszaru – Kolonią Rakowiec i Kolonią Okęcinek (granice wyznaczają ulice 1 sierpnia oraz Lechicka). Na południowym wschodzie graniczy z właściwym Okęciem (ulica Lechicka i Sulmierzycka), a na północnym zachodzie przez aleję Krakowską z jednostką Raków-Szczęśliwice obszaru Raków. Bywa także włączany do Wysokiego Okęcia. Pierwotnie osiedle projektu Brukalskiej wzniesiono po 1962 w kwartale al.Krakowska / ul. 1 Sierpnia / ul. Sulmierzycka / ul. Lechicka.
W ramach Warszawskiej Spółdzielni Mieszkaniowej „Ochota” funkcjonuje osiedle Jadwisin jako jedna z jej dwóch jednostek (obok osiedla Gorlicka). W jego zasobach znajduje się kilkadziesiąt bloków mieszkalnych w Jadwisinie i nieco mniejsza liczba w innych miejscach Ochoty i Włoch, jak również kilka pawilonów handlowych, garaże i studnia oligoceńska.